# Teletransporte quântico

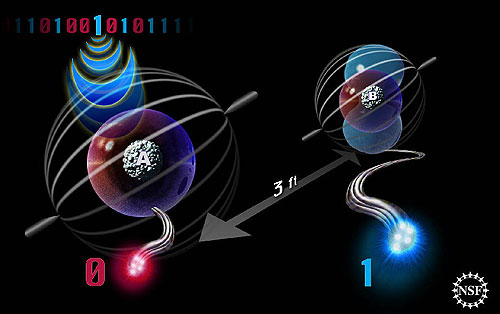
O teletransporte carrega informações entre átomos emaranhados

O teletransporte quântico é uma técnica para transferir informações quânticas de um remetente em um local para um receptor a alguma distância. Enquanto o teletransporte é comumente retratado na ficção científica por um meio de transferir objetos físicos de um local para outro, o teletransporte quântico apenas transfere informações quânticas. O remetente não precisa saber o estado quântico específico que está sendo transferido. Além disso, a localização do destinatário pode ser desconhecida, mas para completar o teletransporte quântico, as informações clássicas precisam ser enviadas do remetente para o destinatário. Como as informações clássicas precisam ser enviadas, o teletransporte quântico não pode ocorrer mais rápido que a velocidade da luz.
O teletransporte foi demonstrado em muitas plataformas experimentais de processamento de informações quânticas, teletransporte usando fótons eletromagnéticos para criar pares de qubits emaranhados remotamente, e é uma ferramenta essencial para correção de erros quânticos, computação quântica baseada em medições e teletransporte quântico de portas.
A empresa D-Wave produz computadores quânticos baseados em spins. Uma das técnicas de física e engenharia utilizadas é o uso de grafeno, já que elétrons se movem como se não possuíssem massa.
Hoje existem diversas bibliotecas para computação quântica. Muitas delas usam como interpretador de baixo-nível a linguagem OpenQASM. Também já existem frameworks para computação quântica, como Qiskit que pode ser utilizado em linguagens como Python 3.

## Armazenamento
Uma equipe de pesquisadores, em 2019, conseguiu teletransportar informações quânticas com segurança para um diamante. Essa conquista pode ter implicações significativas para a tecnologia de informação quântica de como as informações confidenciais são compartilhadas e armazenadas.
Em maio de 2022, um grupo de cientistas publicou, na Revista Nature, uma solução capaz de manter o estado quântico de um experimento. A tecnologia proposta pelo grupo, possibilita não perder o estado dos materiais sob observação. 

## Teletransporte de informações
O termo teletransporte quântico foi cunhado pelo físico Charles Bennett. O artigo seminal que expôs primeiro a ideia do teletransporte quântico foi publicado por C. H. Bennett, Gilles Brassard, Claude Crépeau, Richard Jozsa, Asher Peres e William K. Wootters em 1993. O processo utiliza um efeito da mecânica quântica chamado de entrelaçamento quântico, pelo qual partículas subatômicas que passam por processos quânticos mantêm um tipo de associação intrínseca mesmo depois de separadas, à semelhança do fenômeno de ressonância, mas teoricamente independente da distância.
O exemplo mais citado é o de duas partículas criadas conjuntamente que assumem spins opostos e, ao se determinar o spin de uma, o spin da outra fica instantaneamente determinado, mesmo que elas estejam separadas.

A tecnologia tenta usar esse efeito para telecomunicações ou armazenamento de informação num possível computador quântico.